# Дюбузия
Дюбузия (лат. Dubusia taeniata) — вид птиц из семейства танагровых. Род дюбузии, к которому относится вид, назван в честь бельгийского орнитолога Бернара дю Буса де Жизинье. Дюбузии живут в субтропических и тропических влажных горных лесах. Миграций не совершают. Масса составляет около 37 г.

## Классификация
Выделяют 3 подвида:
- D. t. carrikeri Wetmore, 1946 — обитает на севере Колумбии.
- D. t. taeniata (Boissonneau, 1840) — встречается от юга Колумбии и запада Венесуэлы до северо-запада Перу.
- D. t. stictocephala Berlepsch & Stolzmann, 1894 — обитает в Перу.

## Описание
Дюбузия имеет жёлтое брюшко, а также чёрную голову. Оба пола схожи друг с другом.
Дюбузия достигает длины 20 см и массы от 31 до 45 г.

## Образ жизни
Дюбузии встречаются или парами, или поодиночке.